# Rok Perko
Rok Perko (ur. 16 lipca 1985 w Kranju) – słoweński narciarz alpejski specjalizujący się w konkurencjach szybkościowych, dwukrotny medalista mistrzostw świata juniorów.

## Kariera
Po raz pierwszy na arenie międzynarodowej pojawił się 13 grudnia 2000 roku w Bormio, gdzie w zawodach Citizen Race nie ukończył pierwszego przejazdu w slalomie. W 2002 roku wystartował na mistrzostwach świata juniorów w Tarvisio, zajmując 37. miejsce w zjeździe i 43. miejsce w supergigancie. Jeszcze trzykrotnie startował na imprezach tego cyklu, najlepszy wynik osiągając podczas mistrzostw świata juniorów w Bardonecchii w 2005 roku, gdzie był najlepszy w zjeździe i drugi w supergigancie.
W zawodach Pucharu Świata zadebiutował 27 listopada 2004 roku w Lake Louise, zajmując 63. miejsce w slalomie. Pierwsze pucharowe punkty wywalczył 3 lutego 2006 roku w Chamonix, gdzie zajął 29. miejsce w superkombinacji. Na podium zawodów PŚ po raz pierwszy stanął 15 grudnia 2012 roku w Val Gardena, kończąc zjazd na drugiej pozycji. W zawodach tych rozdzielił Stevena Nymana z USA i Kanadyjczyka Erika Guaya. Najlepsze wyniki osiągnęła w sezonie 2012/2013, kiedy to w klasyfikacji generalnej zajął 54. miejsce, a w klasyfikacji zjazdu był szesnasty. W 2010 wystartował na igrzyskach olimpijskich w Vancouver, gdzie zajął 14. miejsce w zjeździe. Był też między innymi dziewiętnasty w tej konkurencji podczas mistrzostw świata w Garmisch-Partenkirchen w 2011 roku.

## Osiągnięcia

### Igrzyska olimpijskie
| Miejsce | Dzień     | Rok  | Miejscowość | Konkurencja | Czas biegu | Strata | Zwycięzca     |
| ------- | --------- | ---- | ----------- | ----------- | ---------- | ------ | ------------- |
| 14.     | 15 lutego | 2010 | Whistler    | Zjazd       | 1:54,31    | +0,95  | Didier Défago |

### Mistrzostwa świata
| Miejsce | Dzień     | Rok  | Miejscowość  | Konkurencja     | Czas biegu | Strata | Zwycięzca          |
| ------- | --------- | ---- | ------------ | --------------- | ---------- | ------ | ------------------ |
| DNF1    | 6 lutego  | 2007 | Åre          | Supergigant     | 1:14,30    | -      | Patrick Staudacher |
| DNF     | 8 lutego  | 2007 | Åre          | Superkombinacja | 2:28,99    | -      | Daniel Albrecht    |
| DNF1    | 11 lutego | 2007 | Åre          | Zjazd           | 1:44,68    | -      | Aksel Lund Svindal |
| DNF1    | 4 lutego  | 2009 | Val d’Isère  | Supergigant     | 1:19,41    | -      | Didier Cuche       |
| 22.     | 7 lutego  | 2009 | Val d’Isère  | Zjazd           | 2:07,01    | +4,56  | John Kucera        |
| DNS2    | 9 lutego  | 2009 | Val d’Isère  | Superkombinacja | 2:23,00    | -      | Aksel Lund Svindal |
| 19.     | 12 lutego | 2011 | Ga-Pa        | Zjazd           | 1:58,41    | +3,09  | Erik Guay          |
| 35.     | 6 lutego  | 2013 | Schladming   | Supergigant     | 1:23,96    | +3,82  | Ted Ligety         |
| 38.     | 12 lutego | 2017 | Sankt Moritz | Zjazd           | 1:38,91    | +3,15  | Beat Feuz          |

### Mistrzostwa świata juniorów
| Miejsce | Dzień     | Rok  | Miejscowość  | Konkurencja | Czas biegu | Strata | Zwycięzca                      |
| ------- | --------- | ---- | ------------ | ----------- | ---------- | ------ | ------------------------------ |
| 37.     | 27 lutego | 2002 | Tarvisio     | Zjazd       | 1:26,85    | +3,03  | Adam Cole                      |
| 43.     | 28 lutego | 2002 | Tarvisio     | Supergigant | 1:25,02    | +4,16  | Peter Fill                     |
| 15.     | 4 marca   | 2003 | Briançonnais | Zjazd       | 1:09,49    | +1,08  | Daniel Albrecht                |
| 43.     | 5 marca   | 2003 | Briançonnais | Supergigant | 1:17,10    | +3,14  | François Bourque               |
| DNF2    | 7 marca   | 2003 | Briançonnais | Gigant      | 2:02,72    | -      | Daniel Albrecht Mario Scheiber |
| 33.     | 8 marca   | 2003 | Briançonnais | Slalom      | 1:33,74    | +11,81 | Marc Berthod                   |
| 5.      | 10 lutego | 2004 | Maribor      | Zjazd       | 1:09,61    | +0,69  | Romed Baumann                  |
| DNF     | 12 lutego | 2004 | Maribor      | Supergigant | 1:17,49    | -      | Hans Olsson                    |
| DNF1    | 13 lutego | 2004 | Maribor      | Gigant      | 2:17,40    | -      | Jeffrey Harrison               |
| DNS1    | 14 lutego | 2004 | Maribor      | Slalom      | 1:33,33    | -      | Raphael Fässler                |
| 1.      | 23 lutego | 2005 | Bardonecchia | Zjazd       | 1:25,58    | -      | -                              |
| DNF1    | 24 lutego | 2005 | Bardonecchia | Slalom      | 1:24,10    | -      | Filip Trejbal                  |
| 2.      | 25 lutego | 2005 | Bardonecchia | Supergigant | 1:25,20    | +0,05  | Michael Gmeiner                |
| 12.     | 27 lutego | 2005 | Bardonecchia | Gigant      | 2:10,28    | +1,51  | Michael Gmeiner                |

### Puchar Świata

#### Miejsca w klasyfikacji generalnej
- sezon 2005/2006: 144.
- sezon 2006/2007: 130.
- sezon 2007/2008: 122.
- sezon 2008/2009: 98.
- sezon 2009/2010: 92.
- sezon 2010/2011: 150.
- sezon 2011/2012: 110.
- sezon 2012/2013: 54.
- sezon 2013/2014: 109.

#### Miejsca na podium w zawodach
1. Val Gardena – 15 grudnia 2012 (zjazd) – 2. miejsce